# Hubert Schulte (Staatsrat)
Hubert Schulte (* 16. November 1951 in Ahaus) ist ein deutscher Volkswirt und ehemaliger Staatsrat bzw. Staatssekretär (SPD) in Bremen, Berlin und Hamburg.

## Biografie
Schulte studierte von 1970 bis 1977 Volkswirtschaftslehre an der Universität Münster. Von 1977 bis 1980 setzte er seine Ausbildung als Wirtschaftsreferendar bei der Landesverwaltung Nordrhein-Westfalen fort. Von 1980 bis 1982 war er Referent im Bundesministerium der Finanzen und von 1982 bis 1985 finanzpolitischer Referent bei der Bundestagsfraktion der SPD. Er wechselte 1985 zur Finanzbehörde von Hamburg und war bis 1992 Abteilungsleiter für überregionale Finanzangelegenheiten und bis 2000 Leiter des Amtes für Haushalt und Aufgabenplanung.
Von 2000 bis 2001 war Schulte Staatsrat und Chef der Senatskanzlei in Hamburg und von 2003 bis 2005 Staatssekretär in der Senatsverwaltung für Finanzen in Berlin. Von Ende 2005 bis 2011 war er Chef der Senatskanzlei (CdS) in Bremen unter Bürgermeister Jens Böhrnsen (SPD). Sein Nachfolger wurde Olaf Joachim.
Von 2012 bis 2024 war Schulte auf Vorschlag des Landes Bremen Mitglied der Kommission zur Ermittlung des Finanzbedarfs der Rundfunkanstalten (KEF) und seit 2018 einer der beiden stellvertretenden Vorsitzenden. Er ist auch im Ruhestand als Autor und Vortragender zu Fragen der Länderfinanzen in Deutschland und zum Länderfinanzausgleich tätig.
Schulte ist Mitglied der SPD. Er ist verheiratet und hat einen Sohn.

## Veröffentlichungen
- „Absolut bescheuert“ oder kann der bundesstaatliche Finanzausgleich ab 2020 an das geltende Ausgleichssystem anknüpfen? in: Junkernheinrich; Korioth; Lenk; Scheller; Woisin (Hrsg.), Jahrbuch für Öffentliche Finanzen  Ausgabe 1 / 2012, BWV-Verlag, Berlin 2013, ISBN 978-3-8305-3104-3, S. 405 ff.
- Anreize im bundesstaatlichen Finanzsystem – Wirklich ein Schlüsselthema für die Neuordnung ab 2020? in: Junkernheinrich; Korioth; Lenk; Scheller; Woisin (Hrsg.), Jahrbuch für Öffentliche Finanzen Ausgabe 2013, BWV-Verlag, Berlin 2014, ISBN 978-3-8305-0920-2, S. 387 ff.
- Sind die Zahlerländer überfordert? in: Junkernheinrich; Korioth; Lenk; Scheller; Woisin (Hrsg.), Jahrbuch für Öffentliche Finanzen Ausgabe 2014, BWV-Verlag, Berlin 2014, ISBN 978-3-8305-2952-1, S. 381 ff.
- Bundesfinanzierung für Berlin — ein Patentrezept für den Finanzausgleich ab 2020?, in: Wirtschaftsdienst, Springer Verlag, Berlin, Heidelberg 2014, Band 94, Ausgabe 10, Oktober 2014, ISSN 0043-6275, S. 725 ff. doi:10.1007/s10273-014-1740-4
- Hamburg, Hessen und Nordrhein-Westfalen im Länderfinanzausgleich: Drei klassische Zahlerländer im Abwärtstrend? in: Junkernheinrich; Korioth; Lenk; Scheller; Woisin (Hrsg.), Jahrbuch für Öffentliche Finanzen Ausgabe 2015, BWV-Verlag, Berlin 2015, ISBN 978-3-8305-3530-0, S. 331 ff.
- Hamburg, Hessen und Nordrhein-Westfalen: drei klassische Zahlerländer im Abwärtstrend? in: Wirtschaftsdienst, Springer Verlag, Berlin, Heidelberg 2015, Band 95, Ausgabe Juli 2015, ISSN 0043-6275, S. 476 ff. doi:10.1007/s10273-015-1850-7
- 25 Jahre gesamtdeutscher Finanzausgleich – Entwicklung von Finanzkraftverhältnissen und Ausgleichsvolumen, in: Scheller; Junkernheinrich; Korioth; Lenk (Hrsg.), Finanzgeschichtsschreibung und finanzföderaler Diskurs in der Bundesrepublik Deutschland, BWV-Verlag, Berlin 2021, ISBN 978-3-8305-5151-5, S. 203 ff.